# Tetragoneura quintana
Tetragoneura quintana är en tvåvingeart som beskrevs av Cole 1921. Tetragoneura quintana ingår i släktet Tetragoneura och familjen svampmyggor.
Artens utbredningsområde är Oregon. Inga underarter finns listade i Catalogue of Life.